# 不入の権 (日本)
日本における不入の権（ふにゅうのけん）とは、中世にアジールが外部権力の権力行使を拒否することができるとされた権利のことである。
「不入権」には、外部権力の使者の立ち入りを拒否することができる「不入権」のほか、警察権・司法権の行使を拒否することができる「検断不入権」などがあった。

## 概説
不入の権とは不輸の権を持つ不輸租田（官省符荘などの荘園）が、加えて国司・国衙からの使者（検田使・収納使・四度使など）の立入調査をも拒否できる権利を指す。宣旨により認められた。
後には検非違使及び国衙による警察権行使の排除とそれに伴う荘園領主による警察権（検断権）行使の権限も含まれるようになった。

## 不輸と不入
不輸の権を持つ不輸租田は、国司が確認の責任を負い、班田収授法に基づき国衙からの班田使が調査を行い班田の対象外であることを確認した。なお10世紀末期において域内に公田を含まない（「公田不交」）荘園に対しては検田使による確認を省略できる慣例が広まった。
しかし国衙は臨時雑役賦課のための公田の有無確認を名目として検田使の立入を行おうとし、これに反発した荘園側は慣例ではなく不入の権を求めるようになった。
不輸が認められるには、個々の田地ごとに申請を必要としていたが、出作が盛んになるとともに不輸地の一部に含めようとする荘園側とこれを阻止しようとする国司側の間で紛争が生じるようになった。また、一国平均役の導入や荘園整理令の不輸の対象地の確認を巡って国衙の介入が行われるようになった。そのため、荘園側は不入の宣旨を得て国衙からの介入を正式な形で拒もうとした。
更に検非違使が徴税に関する業務を行うことがあったことから、検非違使の不入を求める動きも現れ、結果的には検非違使本来の業務である警察権の排除にも発展するようになった。不入の権による警察権排除の動きは、検断権が幕府に移った後でも「守護不入」の形で主張・権利化され、戦国大名による荘園制度解体まで続くことになった。

## 検断不入
検断不入は、アジールの自治的権能に基づくもので、外部権力によって犯罪者とされた者がアジールに駆け込んだ場合にアジール内において捜索・検挙することを拒否することができる権利である。伊藤正敏らが「絶対的無縁所」に分類する独立性の高いアジールでは、アジール内部で独自の検断権を持っていることが多く、この場合外部権力の検断権とアジールの検断権はしばしば対立した。検断不入はアジールの側が一定の武力を保持していなければ成立し難いものであったため、日本における中世の終焉（おおむね16世紀末とされる）に伴いほぼ消滅した。